# Partito della Comunità Ungherese
Il Partito della Comunità Ungherese (in ungherese: Magyar Közösség Pártja; in slovacco: Strana Maďarskej Komunity - SMK-MKP) è stato un partito politico slovacco costituitosi nel 1998 in seguito alla fusione di tre distinti soggetti politici, espressione della minoranza ungherese:
- il Movimento Cristiano-Democratico Ungherese (Magyar Kereszténydemokrata Mozgalom);
- Coesistenza (Együttélés, in slovacco: Spolužitie);
- il Partito Civico Ungherese (Magyar Polgári Párt).

Inizialmente designato col nome di Partito della Coalizione Ungherese (in ungherese: Magyar Koalíció Pártja; in slovacco:  Strana Maďarskej Koalície), ha assunto l'odierna denominazione nel settembre 2012.
Si collocava su posizioni cristiano-democratiche ed è stato membro del Partito Popolare Europeo. Nel 2021 il partito è confluito nell'Alleanza.

## Storia
In occasione delle elezioni parlamentari del 1994, il Movimento Democratico Cristiano Ungherese, Coesistenza e il Partito Civico Ungherese avevano dato vita alla Coalizione Ungherese (Magyar Koalíció/Maďarská Koalícia), che ricevette il 10,2% dei voti.
Alle parlamentari del 1998 la formazione, trasformatasi in un vero e proprio partito, ottenne il 9,1% dei consensi ed entrò nella compagine di governo, impegnandosi nella difesa dei diritti della comunità di lingua ungherese, nel processo di integrazione europea, nel sostegno alla Nato ed al sistema economico del libero mercato.
Alle elezioni parlamentari del 2002 MKP migliorò il proprio risultato ottenendo l'11,2% dei voti ed eleggendo 20 deputati. Il partito confermò la propria presenza nel governo di centro-destra (SDKU, ANO, KDH, MKP) e ottenne 4 ministri (Sviluppo, Integrazione europea e diritti delle minoranze, Agricoltura, Costruzioni e sviluppo regionale) e 6 sottosegretari.
Alle elezioni parlamentari del 2006 la coalizione di centro-destra fu battuta a causa del crollo dei liberali di ANO che non superarono lo sbarramento del 5%, perdendo il 6,4% dei voti. Lo Smer, partito socialdemocratico moderato, ha raddoppiato i propri seggi passando da 25 a 50. MKP mantenne invariato il proprio peso elettroale, 11,4% dei voti e 20 seggi. In totale il centro-destra ottenne 65 seggi. Si dimostrarono così determinanti i voti dei nazionalisti. SNS ha conquistato 20 seggi, precedentemente non era presente in parlamento, e LS-HZDS scese da 36 a 15 seggi. Un'alleanza di centro-sinistra tra Smer, MKP e KDH si rivelò impossibile perché sarebbe stata priva di maggioranza parlamentare (74 seggi sui 75 necessari). Vista l'incompatibilità dei democristiani e degli ungheresi con i nazionalisti, lo Smer diede vita a un'insolita alleanza sinistra-destra.
Alle elezioni parlamentari del 2010 il partito ha ottenuto il 4,33% dei consensi, senza riuscire a superare lo sbarramento del 5%.

## Risultati elettorali
| Elezione          | Voti    | %     | Seggi    |
| ----------------- | ------- | ----- | -------- |
| Parlamentari 1994 | 292.936 | 10,19 | 17 / 150 |
| Parlamentari 1998 | 306.623 | 9,13  | 15 / 150 |
| Parlamentari 2002 | 321.069 | 11,17 | 20 / 150 |
| Europee 2004      | 92.927  | 13,25 | 2 / 14   |
| Parlamentari 2006 | 269.111 | 11,68 | 20 / 150 |
| Europee 2009      | 93.750  | 11,33 | 2 / 13   |
| Parlamentari 2010 | 109.638 | 4,33  | 0 / 150  |
| Parlamentari 2012 | 109.484 | 4,29  | 0 / 150  |
| Europee 2014      | 36.629  | 6,53  | 1 / 13   |
| Parlamentari 2016 | 105.495 | 4,05  | 0 / 150  |
| Europee 2019      | 48.929  | 4,96  | 0 / 13   |
| Parlamentari 2020 | 112.662 | 3,91  | 0 / 150  |
| 1. 2.             |         |       |          |